# Brent Jett
Brent Ward Jett, Jr. (Pontiac, 5 oktober 1958) is een voormalig Amerikaans ruimtevaarder. Jett zijn eerste ruimtevlucht was STS-72 met de spaceshuttle Endeavour en vond plaats op 11 januari 1996. Tijdens de missie werd onderzoeksdata verzameld van de Japanse Space Flyer Unit satelliet.
Jett maakte deel uit van NASA Astronautengroep 14. Deze groep van 24 ruimtevaarders begon hun training in 1992 en had als bijnaam The Hogs.
In totaal heeft Jett vier ruimtevluchten op zijn naam staan, waaronder meerdere missies naar het Internationaal ruimtestation ISS en een missie naar het Russische ruimtestation Mir. In 2013 verliet hij NASA en ging hij als astronaut met pensioen. 